# 秋道丁次
秋道丁次（秋道チョウジ，Akimichi Chouji）是日本动漫《火影忍者》中的一个虚拟角色。

## 关于名字
 是「蝴蝶（チョウ）」 与「二儿子（ジ）」的组合。蝴蝶是一种喜欢甜点的昆虫。丁次在与次郎坊对决时吃下辣椒丸后出现的查克拉蝴蝶翅膀也显示了蝴蝶的含义。参看猪鹿蝶组合。

## 人物

### 個人檔案
- 性格：愛吃，心地善良
- 喜愛的東西：烤肉、薯片
- 討厭的食物：不可以吃的東西
- 想挑戰的對手：只要有吃的，任何人也可以
- 喜愛的字句：肉
- 伴侶：秋道輕
- 女儿：秋道蝶蝶
- 興趣：買零食吃
- 查克拉屬性：火、陽[1]
- 忍者學校畢業年齡: 12
- 中忍升級年齡: 14

### 身世
秋道丁次是猿飞阿斯玛的第十班中一名忠诚热心的队员，并且，他被证明是队伍中的一个值得信赖的好同伴。作为秋道家族的一员，丁次精通改变身体任何部分的秘术，最常用的就是倍化术。他使用该忍术并发展成为肉弹战车——即是把自己变成一个巨大的旋转着的肉球冲向对方。在动画中，他常常独自修炼忍术。
丁次总是被食物所诱惑，而且毫不掩饰对食物的热爱（他衣服前面的“食”字代表了一切），因此他非常非常的胖。不知为什么，越胖的人越容易饿，这点令他的队友很无奈。他最反感的事就是被人骂为“肥猪”，一旦有人犯戒，后果就會很严重（但如果對方是重要的伙伴時就會失效，像穢土轉生的阿斯瑪曾試著以此提振他的鬥志，但是卻失敗了），他也會找藉口说自己只是很“豐滿”。

### 丁次与鹿丸
丁次和鹿丸保持着长久的友谊，两人彼此信任。鹿丸是少数几个能发现丁次优点的人。用鹿丸的话来说，丁次是一个心地善良的而又很强的人。因此，丁次信任他的朋友鹿丸，并会最大限度的帮他。而丁次小时候常因忍者游戏的失败而沮丧。他总是因为体积庞大而在捉迷藏中被发现。他的玩伴们总指责他，告诉他他所在的队就会输。某一天同伴们都不愿和他玩，只有鹿丸为他辩护道，如果丁次不加入的话队伍会参差不齐的。这给丁次一线希望，不过最后同伴们依然拒绝了他。
之后丁次在天台上遇见了他的父亲，他告诉父亲别的孩子对待他的态度让他很伤心。父亲语重心长地对他说，他总有一天会遇见一个知心朋友，了解他，并能发现他的优点。正在这时，鹿丸走上天台，丁次认出鹿丸就是先前帮他说情的人。鹿丸说，自己只是怕麻烦而不想玩了，他只想在天台上悠闲地看云。丁次腾出个位子，鹿丸躺下，告诉丁次如果乐意，丁次也可以这样放松。于是丁次也躺下，还与鹿丸分享他的薯片。从那天起，两人成了莫逆之交。

## 动漫中的表现

### 第一部

#### 中忍考试篇
在中忍考试第二阶段中，丁次勉强地参加帮助春野樱对抗音忍的行动。当萨克镫骂他“肥猪”后，丁次立刻被激怒，怒吼着“我只是有些丰满”并立刻加入了战斗。一定地刺激会让丁次爆发出无穷的力量，不过醒来后的宇智波佐助还是让丁次躲在树丛中瑟瑟发抖。
在中忍考试的预赛中，丁次被分配与多斯砧战斗。他一再表示去战斗很勉强，但在阿斯玛等人的烤肉刺激下，再加上多斯砧又用“肥猪”激怒他，丁次对战斗又充满了激情。丁次使用肉弹战车，使自己耳朵免受对方声波的攻击。多斯砧灵活的躲开了他的多次攻击。最后丁次卡在墙壁里动弹不得，于是多斯砧用丁次的身体为介质，用声波击昏了丁次。後來作为中忍考試努力過後的奖励，丁次得到了阿斯玛的一顿大餐，不过他吃得太多无法消化，致使他住了一段时间的院。

#### 佐助营救篇
鹿丸邀请丁次参加佐助救援小队时，丁次本不愿参加。于是，鹿丸便和鸣人在丁次家门口吃一包丁次最爱的薯片。当他们吃到最后一片时，丁次像风一样冲出，把最后一片从鸣人手中抢走，并说，还是最后一片最好吃。之后落入鹿丸的“圈套”，参加了小队。
之后，队伍被音忍忍者次郎坊困住，在鹿丸的计策和众人的努力下，终于破了次郎坊的术。丁次为了其他人完成任务，自己留下进行战斗。他拿出了家族秘方——三色药丸——绿色的法練丸，黄色的咖喱丸，红色的辣椒丸，它们可以瞬间提升查克拉，效果越强，副作用也越强。面对着实力逐渐增强的对手，丁次先后吃下了法練丸和咖喱丸，最后，被压在地下拳打脚踢并受到冷嘲热讽的丁次吃下了以生命为代价的辣椒丸，力量增加了100倍，单手挡住了次郎坊状态2 的攻击。他幻化成一只美丽的蝴蝶，展开了刚刚羽化而成的查克拉翅膀，光艳绚烂。次郎坊吃了他三拳，一拳为自己，另一拳为抢走的最后一片薯片，最后一拳，是为朋友，集于手上的，除了全身炫美的查克拉还有他与鹿丸间的深深友谊。次郎坊消失了，丁次自己也危在旦夕。他向着朋友离去的方向艰难的移动，却发现了树上朋友们刻下的鼓励。倒在树下的阳光中，丁次幸福地笑了。丁次生命垂危，在木叶的抢救室里，纲手借助鹿丸父亲的药典，终于救活了丁次。

### 第二部
在第二部中的丁次着装有了很大变化，鲜红色的衣服，一身盔甲（與父親的模樣相仿），並且蓄著一頭長髮。 不过不变的是胸前的“食”字，还有手上永远的薯片。他比原来更壮，也沒那么肥了。就像大多数人一样，他也是个中忍。丁次的忍术有了进一步的提高，可以迅速发动，发动的部位也随心所欲，反应也比原来快多了（可以从迅速破解佐井的忍术看出）。

#### 曉之篇
丁次和山中井野作为攻击飞段和角都的支援队，可是他们来晚了一步。阿斯玛由于飞段的“诅咒”，受了致命伤已倒在地上。阿斯玛知道自己已不可能回到木叶，于是将遗言留下。对于丁次，阿斯玛说：“你是一个善良的人，你比任何人都看重朋友，而且，你将会是一个很强的忍者。” 阿斯玛还艰难地笑着让丁次减肥，丁次答应了。阿斯玛最后离开了人世。
当第十小队再遇晓的二人组后，丁次在鹿丸抓住飞段后用新忍术肉弹针战车攻击角都，却被角都的土遁克制住。虽然没造成伤害，但为卡卡西的攻击提供了信息。之后，又在倍化术后使用新忍术超张手对付角都的面具怪，只不过没有成功。

#### 培因侵木葉篇
面對培因六道與小南的大舉入侵，他與父親及時協助卡卡西應付培因『修羅道』，將其打扁，讓卡卡西有喘息的時間應付培因『天道』。當父子二人知道『天道』的能力是使用吸力與斥力後，並在每次使用後有空檔的時間，便利用此特點，配合卡卡西的計策，以『肉彈戰車』佯作攻擊，卻乘勢拉起預先佈置在培因『天道』周間的鎖鏈，把培因『天道』綑綁起來，讓卡卡西給予其最後一擊。正當看似順利之際，沒想到培因『修羅道』竟會出現在『天道』跟前擋住攻擊，無法突破下秋道父子及卡卡西全又被神羅天征轟走。
秋道丁座為保護兒子丁次而被引力擊至重傷昏迷，而丁次誤以為父親已經喪命。卡卡西要丁次盡快趕往火影那裡報告培因的能力;但沒想到培因『修羅道』還沒死，並使用導彈準備給丁次最後一擊。卡卡西為讓丁次離開，用盡最後的查克拉使出『神威』轉移導彈位置，丁次最後成功到綱手那邊報告『培因天道』的特徵及能力，及知悉父親未亡的消息，而落下歡喜的眼淚。
及後鳴人回到木葉，他與父親也在迎接的群眾行列內。

#### 本篇
與紅班、凱班及阿斯瑪班成員聆聽了小櫻出發前請求保密的事件。鳴人、小櫻、卡卡西回到木葉後，在旁聆聽鳴人與同屆忍者的對話。

#### 忍界戰爭篇
丁次被分配到第四部隊 遠距離戰鬥聯合軍部隊，與鹿丸和手鞠同一隊。鹿丸、井野、丁次聯手對抗擁有「史上最凶惡犯人」之稱的金銀角兄弟，用六道仙人遺留的忍術祕寶『琥珀淨瓶』將金角吸入瓶內，之後三人戰勝了恩師阿斯瑪，目睹阿斯瑪遭封印的場面。爾後丁次更運用忍術牽制角都的本體使其無法行動，隨後將角都交給夥伴處理並追擊鳶所召喚的外道魔像，在魔像欲襲擊與鳶對峙的鹿丸時前來支援，目睹鳶帶著裝有金角&銀角的忍具與魔像消失在戰場。
後來中了宇智波斑的無限月讀，在無限月讀的夢中夢見自己找到情人，而且還在大吃大暍，直至戰爭落幕始脫離無限月讀的夢境。

#### 結局篇
第四次大戰落幕數年後，丁次邂逅雲隱女忍輕（嘉露伊）並結為夫妻，婚後育有一女。後來帶著妻子和結為夫妻的井野及佐井再度相會。

## 戰績
- 敗於多斯砧
- 勝於次郎坊（使用辣椒丸使力量倍增）
- 敗於機械鳴人
- 敗於角都
- 敗於培恩天道（與卡卡西和秋道丁座協力）
- 勝於阿斯瑪（穢土轉生）
- 勝於穢土轉生音忍四人眾（咒印狀態2）(動畫組×與牙、寧次、鹿丸、鳴人聯手)
- 勝於穢土轉生角都
- 平於外道魔像（與丁座聯手）（勝負未定，阿飛將魔像一同通靈離去）
- 敗於宇智波斑（中了斑使出的無線月讀後陷入睡眠）

## 術
| 招式名稱     | 簡介 | 種類     | 等級 |
| ------------ | --- | -------- | ---- |
| 倍化術       | 為建立於陽之下的忍術，將身體的體積增大，藉以施展「肉彈戰車」一類的攻擊系招式，有消耗過多熱量的缺點。                                          | 秘傳、忍 | -    |
| 超倍化術     | 倍化術的加強版，能變成像山一般大。 | 秘傳、忍 | -    |
| 部份倍化術   | 只將身體的一部份進行倍化。 | 秘傳、忍 | -    |
| 部份超倍化術 | 部份倍化術強化版。 | 秘傳、忍 | -    |
| 超推手       | 部份超倍化後的用巨大的手掌攻擊。 | 體       | C    |
| 肉彈戰車     | 將身體體積增大後以滾動衝撞的模式攻擊對手。 | 體       | C    |
| 肉彈針戰車   | 肉彈戰車的加強版。可以在身上捆綁上苦無以加強傷害，第二部的丁次也可以利用針狀的頭髮來代替苦無。                                                | 體       | C    |
| 蝶彈轟炸     | 丁次最強之術，以燃燒體內的脂肪為代價獲取巨大的查克拉，同時自身能量將驟增為通常狀態的100倍。多餘的查克拉聚集在身後，會形成蝴蝶翅膀一般的形狀。 | 體       | A    |

### 組合忍術
| 招式名稱 | 簡介                                                         | 種類     | 等級 |
| -------- | ------------------------------------------------------------ | -------- | ---- |
| 肉彈悠悠 | 漫畫633話豬鹿蝶E陣式以此招將鎖定敵方25頭十尾分裂體一次壓爆。 | 秘傳、忍 | -    |

## 配備
- 三色藥丸
秋道家祕傳的一種藥物，法練丸、咖哩丸和辣椒丸，可以在短時間內迅速提升自身的查克拉，但會對身體造成嚴重的負荷，當吃下辣椒丸時，代價便是死亡。